# Blok Wiernych
Blok Wiernych, również jako Gusz Emunim (hebr. גּוּשׁ אֱמוּנִים, ang. Gush Emunim) – izraelski, religijno-osadniczy ruch społeczny oficjalnie powołany do życia w 1974 roku. Powstał w rezultacie wojny Jom Kipur (1973) i żądań administracji amerykańskiej dotyczących zwrotu wszystkich terytoriów okupowanych przez Izrael. Blok Wiernych postulował utrzymanie w granicach Państwa Izrael i zasiedlenie wszystkich obszarów zajętych przez Izrael w wyniku wojny sześciodniowej (1967): Zachodniego Brzegu, Wzgórz Golan, Strefy Gazy i Synaju. Założyciele ruchu wzywali do narodowego przebudzenia w duchu judaizmu oraz zasiedlania całej Ziemi Izraela. Według członków ruchu działania władz na rzecz osadnictwa po 1967 roku były niewystarczające i groziły utratą zdobytych obszarów.
Ideologia ruchu odwoływała się do żydowskiego mesjanizmu i fundamentalizmu, traktowała osadnictwo jako religijne przykazanie zapisane w Torze i wyzwalanie utraconej niegdyś Ziemi Izraela z rąk Arabów, a także jako sposób na przyspieszenie nadejścia Mesjasza. W skład Bloku Wiernych wchodziły środowiska narodowo-religijne, chardalim, a także świecka prawica. Ruch nigdy nie przekształcił się w partię polityczną, jednak posiadał wpływy w takich partiach jak Narodowa Partia Religijna (Mafdal), Likud, Techijja, Comet i Unia Narodowa.
Za inicjatora powstania ruchu uważa się rabina Cwiego Jehudę Kuka, syna Awrahama Kuka. Z ruchem związani byli również rabini i politycy Chajjim Drukman, Chanan Porat, Szelomo Awiner, Mosze Lewinger, Eli’ezer Waldman, Nisan Slomianski, Ja’akow Kac czy Dow Li’or.

## Tło

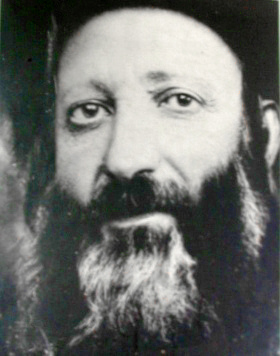
Rabin Awraham Kuk

Głównym myślicielem religijnego syjonizmu w XX wieku był Awraham Kuk. W 1921 roku został mianowany przez Brytyjczyków pierwszym aszkenazyjskim rabinem Palestyny. Rabin twierdził, że Ziemia Izraela (hebr. ארץ ישראל, Erec Jisra’el) jest elementem duszy każdego Żyda. Jednak prawdziwe duchowe znaczenie Ziemi Izraela można poznać wyłącznie dzięki Bogu. Według rabina Tora stanowiła esencję żydowskiego nacjonalizmu, jednoczyła naród żydowski i umacniała narodowego ducha w diasporze. Mimo to Kuk akceptował istnienie świeckiego syjonizmu. Według rabina świeccy syjoniści, zasiedlając Palestynę, odpowiadali nieświadomie na boskie wezwanie. Z kolei religijni syjoniści stanowili przejaw religijnego przebudzenia Żydów i byli częścią boskiego planu. Akceptację dla świeckiego syjonizmu wyprowadził z koncepcji klal Israel, która zakłada, że wszyscy Żydzi tworzą wspólnotę wiedzioną przez siły wyższe. Zatem świeccy syjoniści działali na rzecz państwa żydowskiego bezwiednie. Korespondowało to z koncepcją narodu niosącego światło innym narodom. Chęć powrotu do Ziemi Izraela była według Kuka kluczowym elementem judaizmu. Rabin twierdził, że powrót do Palestyny pozwoli Żydom odkryć na nowo swoją religię i kroczyć ku odkupieniu. Kuk zaznaczał jednak, że odkupienie jest procesem, na który człowiek nie ma wpływu i którego nie może przyspieszyć. Syjonizm był zatem ziemskim, materialnym początkiem ścieżki ku idealnemu państwu, „fundamentowi bożego tronu na Ziemi”. Według Kuka na świecie istniały trzy typy państwa: uzależnione, „zachodnie” (w myśl idei Hobbesa lub Locka) oraz państwo żydowskie, które stanowiło przejaw duchowych wyżyn.
Synowi Awrahama Cwiemu Jehudzie Kukowi przypisuje się rozwinięcie, a przede wszystkim upolitycznienie myśli swojego ojca. Według Cwiego Jehudy syjonizm prowadził do realizacji profetycznych przepowiedni o biblijnym odkupieniu. W nauczaniu Kuka młodszego mesjanizm był ucieleśniany przez bieżące wydarzenia z historii Izraela. To z kolei prowadziło do konstatacji, że przybycie Mesjasza było uzależnione od działań Żydów. Cwi Jehuda przedstawiał swoim uczniom w jesziwie Merkaz ha-Raw religijną interpretację wydarzeń politycznych. Według niego Żydzi nie mogli zgodzić się na rozdział religii od polityki, ponieważ Państwo Izrael było świętością, a co za tym idzie, również wszystkie jego instytucje. Cwi Jehuda Kuk uważał, że wojna w obronie granic czy w celu wyzwolenia terytorium jest uzasadniona i wynika z Tory. Walka była według niego obowiązkiem, ponieważ najważniejsza jest obrona życia. Wojna stanowiła przedłużenie odkupienia Żydów. Wszystko, co było powiązane z tymi aspektami, zyskiwało w naukach młodego Kuka status świętego. Kuk uważał za oczywiste, że państwo w Ziemi Izraela powstanie poprzez wojnę. Nauczał, że Tora, wojna i osadnictwo tworzą niezniszczalny trójkąt.

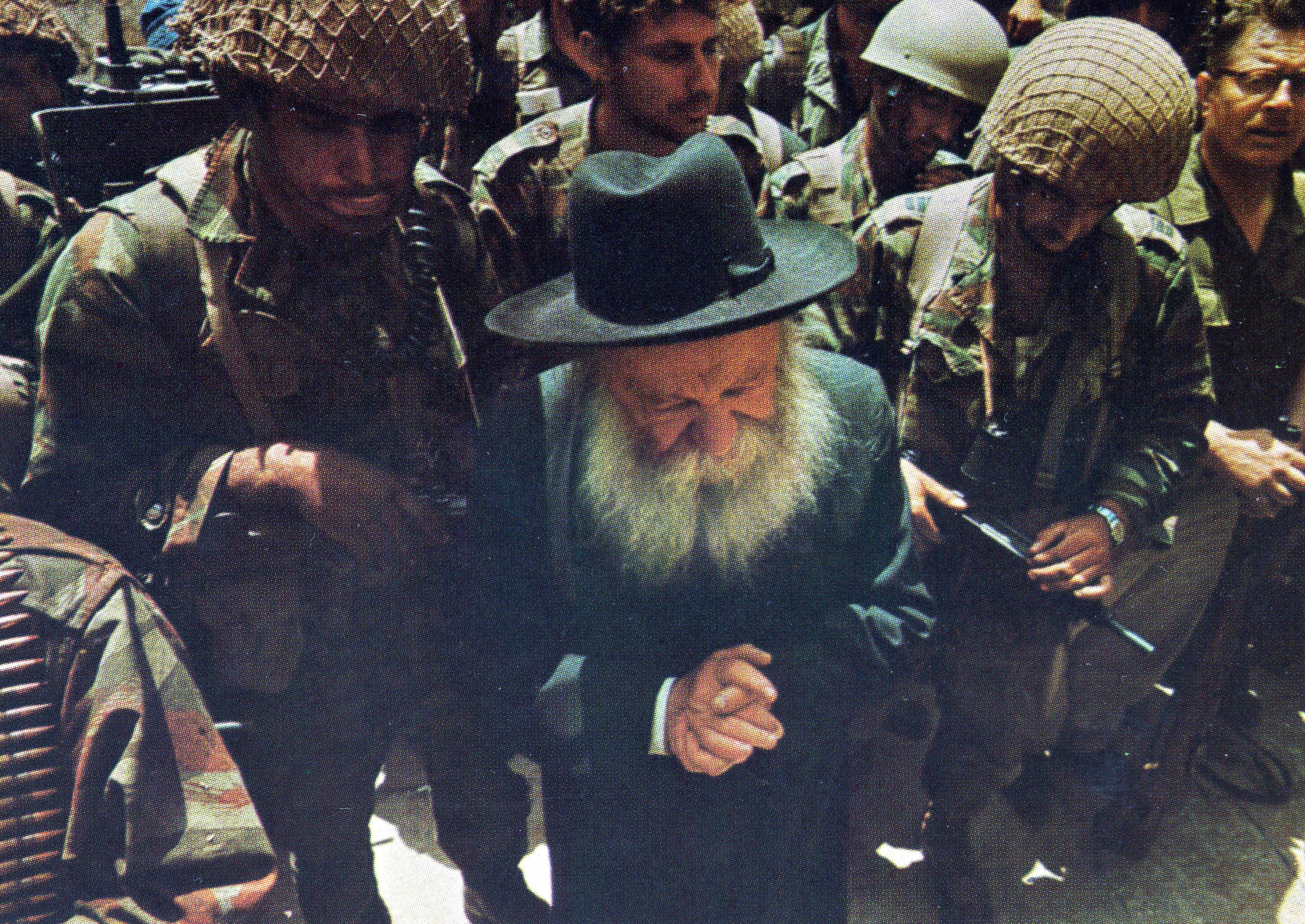
Rabin Cwi Jehuda Kuk pod Ścianą Płaczu (1967)

Wojna sześciodniowa była postrzegana przez Cwiego Jehudę Kuka i jego uczniów jako szczególne wydarzenie historyczne w dążeniu ku „Wielkiemu Izraelowi”. Zdobycie Zachodniego Brzegu, Synaju, Wzgórz Golan i Strefy Gazy doprowadziło do wzrostu nastrojów mesjanistycznych wśród religijnych syjonistów. Cwi Jehuda ukazywał izraelskie zwycięstwo w wojnie jako kolejny etap w drodze ku odkupieniu, ponieważ Izrael wyzwolił biblijne tereny obiecane Żydom przez Boga. Kuk przekonywał, że biblijne proroctwa spełniają się i oznaczają nadejście Mesjasza.
Wojna Jom Kipur stanowiła dla religijnych syjonistów dysonans poznawczy. Przedstawiane do tej pory jako święte państwo i armia z trudem oparły się atakowi Syrii, Egiptu i Jordanii. Obraz ten stał w sprzeczności z propagowanym marszem ku odkupieniu. Wśród uczniów Kuka zaczęła narastać obawa, że działania państwa na rzecz zasiedlenia zdobytych w 1967 roku obszarów były niewystarczające. Bano się także, że Izrael ugnie się pod żądaniami Henry’ego Kissingera i Stanów Zjednoczonych, aby rozpocząć proces pokojowy z państwami arabskimi i zwrócić im okupowane terytoria .

## Początki osadnictwa po 1967

Założenia Planu Allona

Początkowo rząd Lewiego Eszkola postrzegał zdobyte w 1967 roku terytoria za kartę przetargową w ewentualnych rozmowach pokojowych z państwami arabskimi. Mimo to Eszkol zgodził się na odtworzenie żydowskich miejscowości, które zostały zniszczone podczas pierwszej wojny arabsko-izraelskiej (m.in. Kefar Ecjon czy Gusz Ecjon). Chciano ponadto stworzyć pierwszą linię obrony w Dolinie Jordanu w razie ataku ze strony Jordanii. Odpowiedzialni za to byli Jigal Allon i Mosze Dajan. Osiedla w Dolinie Jordanu były również częścią planu Allona, który przewidywał umocnienie izraelskich pozycji wzdłuż Jordanu i przy Morzu Martwym, a także stworzenie pierścienia osiedli na wschód od Jerozolimy. Osadnicy, którzy przybywali do doliny, rekrutowali się spośród farmerów oraz z ruchów młodzieżowych. Nie był to obszar popularny w ruchu osadniczym ze względu na trudne warunki klimatyczne i glebowe. Rząd Goldy Me’ir zezwolił na osiedlanie się w Hebronie, w okolicach Betlejem, wokół Jerozolimy. Kontynuowano także rozbudowę osiedli w Dolinie Jordanu. Przeciwnikiem osadnictwa był natomiast premier Icchak Rabin. Jego polityka wewnętrzna i międzynarodowa doprowadziła do pojawienia się wśród osadników obaw o przyszłość osadnictwa na terytoriach okupowanych. Kiedy w 1977 roku Likud doszedł do władzy, to kolejne plany rozwoju osiedli na Zachodnim Brzegu zakładały budowę osiedli wokół Jerozolimy oraz na zachód od Doliny Jordanu, pomiędzy palestyńskimi miastami i wsiami. W tym czasie powstał tzw. plan Szarona oraz plan Wydziału Osadnictwa Światowej Organizacji Syjonistycznej.
W przypadku Wzgórz Golan, to miały one istotne znaczenie dla Izraela z wojskowego punktu widzenia. Od 1948 roku armia syryjska wykorzystywała je jako miejsce, z którego artyleria ostrzeliwała izraelskie miejscowości. Zajęcie i zasiedlenie Wzgórz Golan pozwoliło Izraelczykom na uzyskanie wglądu w ruchy wojsk syryjskich na wschód od nich. Ponadto obszar ten stanowić ma bufor bezpieczeństwa w razie ataku. Obszar ma także strategiczne znaczenie z punktu widzenia dostępu do wody. Izrael nie chciał, aby Syryjczycy wstrzymali dopływ wód rzeki Banjas do Jordanu, który jest jednym z głównych źródeł wody dla Państwa Izrael.
Okupacja Synaju sprawiła, że Izraelczycy mieli dostęp do 60 000 km² dodatkowego terenu. Izraelczycy skupili się na rozwoju infrastruktury drogowej w regionie. Ze względu na klimat na Synaju osiedla, które tu powstawały związane były przede wszystkim z turystyką. Półwysep wykorzystywano jako miejsce, gdzie udawano się w celu prowadzenia turystyki pieszej po górach lub wypoczynku nadmorskiego . Efrat zaznacza, że ze względu na warunki klimatyczne Synaju wiele z powstałych osiedli nie charakteryzowało się zaawansowanym rozwojem gospodarczym i rolniczym. Mimo to, w rozbudowę oraz rozwój Di Zahaw, Newi’ot, Jamit i Ofiry zaangażowano wiele środków finansowych.
Już 22 listopada 1967 roku rezolucja Rady Bezpieczeństwa ONZ nr 242 wezwała Izrael do wycofania się ze wszystkich terytoriów zajętych w trakcie wojny sześciodniowej i okupowanych po niej. Od tej pory uważano, że osiedla żydowskie łamią postanowienia międzynarodowego prawa humanitarnego, gdyż powstają na okupowanym terytorium. Zgodnie z prawem okupacja powinna być tymczasowa, a strona okupująca nie jest suwerenem na okupowanych terytoriach. Dodatkowo, strona okupująca nie powinna wprowadzać zmian, które godziłyby w dobro, rozwój i dobrobyt lokalnej społeczności. Kolejną kwestią jest fakt, iż Izrael na terytoriach okupowanych budował osiedla, a także wykorzystywał lokalne zasoby naturalne.

## Historia ruchu

### Po wojnie sześciodniowej (1967)

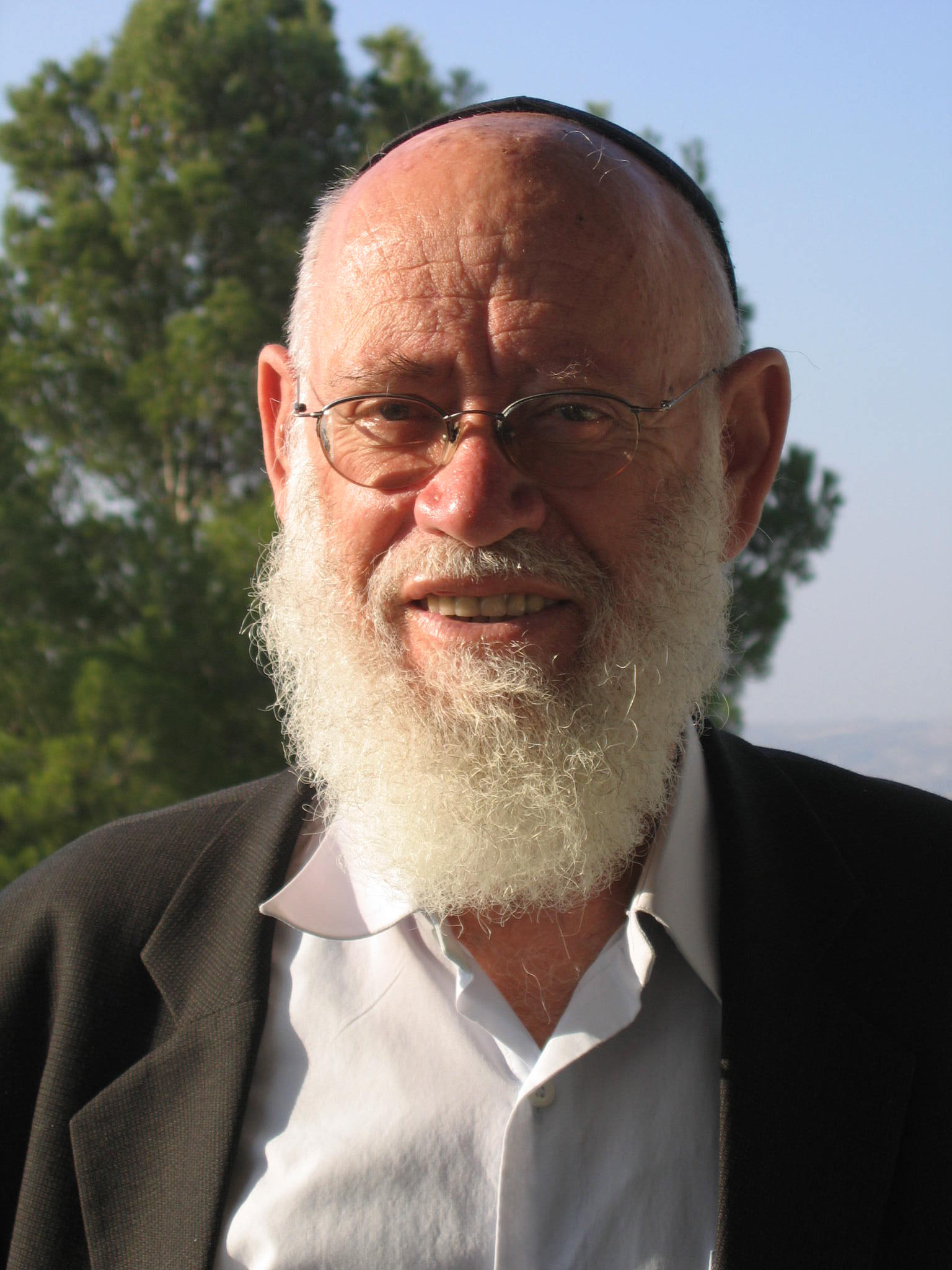
Rabin Mosze Lewinger (2005)

Zanim Blok Wiernych został sformalizowany, dwóch uczniów Cwiego Jehudy Kuka, Chanan Porat i Mosze Lewinger, zaangażowało się w działalność osadniczą w Gusz Ecjon. Był to obszar symboliczny, ponieważ jeszcze przed 1948 rokiem w tym miejscu powstawały żydowskie osady. W trakcie wojny o niepodległość Izraela zajęte zostały przez Jordańczyków. Po 1967 roku religijni syjoniści organizowali powrót osadników na te ziemie, co w świetle prawa międzynarodowego było nielegalne.
W 1968 roku Mosze Lewinger wraz z uczniami wynajął w Hebronie kilka pokoi w Park Hotel na czas święta Pesach. Po zakończeniu święta odmówił opuszczenia hotelu i miasta. Doprowadziło to do długich sporów na temat obecności osadników w Hebronie. W sprawę zaangażowany był Premier Izraela, Ministerstwo Obrony i Jigal Allon. Debatowano nad tym, czy osadników przenieść do Gusz Ecjon, pozostawić w samym Hebronie lub przenieść ich w okolice Hebronu. Ostatecznie w marcu 1970 roku Kneset zgodził się na utworzenie pod Hebronem osiedla Kirjat Arba i przeniesienie osadników z hotelu do nowego osiedla.

### Formalizacja ruchu i dalsze działania
Marzec 1974 roku uznaje się za oficjalną datę powstania ruchu Gusz Emunim. Wtedy też doszło do jego sformalizowania jako ruchu działającego na rzecz rozwoju osadnictwa.
W czerwcu 1974 roku grupa ok. 100 osadników pod przewodnictwem rabina Kuka, Ariela Szarona i Geuli Kohen zajęło i ogrodziło dwa dunamy (ok. 2000 m²) ziemi w Akrabie (4 km od Nablusu), wzniosło 16 namiotów i ogłosiło powstanie osiedla Elon More. Osadnicy zostali jednak usunięci siłą przez armię i Policję Izraela.
W tym samym roku Izrael rozpoczął rozmowy z Syrią w sprawie porozumienia dotyczącego wycofania się z części zajętych Wzgórz Golan. W ramach protestu zwolennicy Kuka zasiedlili jeden z bunkrów na wzgórzu w Al-Kunajtirze. Zajmowali go do czasu podpisania porozumienia. Później ta sama grupa, bez rządowego pozwolenia, założyła na wzgórzach osiedle Keszet. W lipcu 1974 roku członkowie Gusz Emunim zasiedlili starą stację kolejową w Sebastii. Tym razem osadnicy otrzymali wsparcie Szarona i Menachema Begina oraz 400 aktywistów z Jerozolimy. Ponownie rząd nakazał osadnikom opuścić budynek dworca, co nie przyniosło skutków. Ostatecznie, w 1975 roku, premier Icchak Rabin zgodził się na tymczasowe przeniesienie osadników do obozu wojskowego Kadum, koło Nablusu. Premier liczył, że aktywiści po jakimś czasie opuszczą obóz i wrócą do domów. Jednak 17 kwietnia 1977 roku rząd Rabina podjął decyzję o utworzeniu przyległego do bazy osiedla Kedumim. Osiedle zostało utworzone po wcześniejszych siedmiu próbach, w różnych miejscach Zachodniego Brzegu.
W 1974 roku Blok Wiernych rozpoczął akcję zasiedlania kilku miejsc w jednym czasie. Osadnicy na miejsce przybywali jako turyści lub zwoływani byli poprzez telefon. Ze wszystkich miejsc aktywiści zostali usunięci przez wojsko i policję. Osadnicy próbowali zamieszkać następujące miejsca: Wadi Kelt, Szilo, Mashy, Tall Asur (hebr. בַּעַל חָצוֹר, Ba’al Chacor), En Sinaj, Jerycho, Dajr Nizam i Ma’ale Adumim.
W latach 1974–1975 ruch organizował w Jerozolimie protesty pod hotelami, w których zatrzymywał się Kissinger podczas swoich politycznych wizyt w Izraelu. Podczas demonstracji aktywiści określali Kissingera mianem „męża sziksy”, „żydkiem” czy „Kissy”. Otrzymywali także poparcie ze strony Szarona.

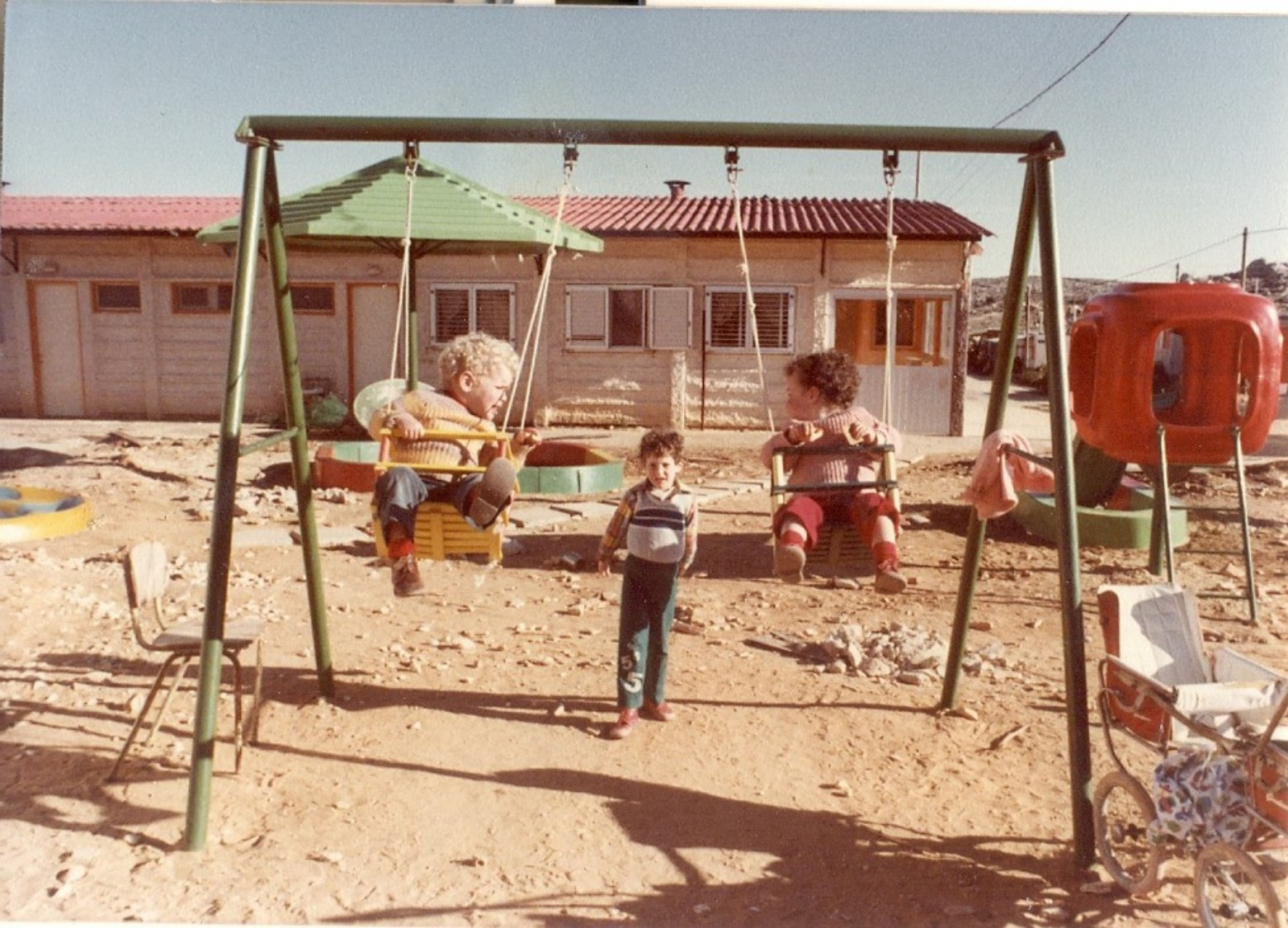
Dom i plac zabaw w Ofrze (1978)

W kwietniu 1975 roku Blok Wiernych postanowił zasiedlić obóz wojskowy w Ofrze. W tym celu wystąpiono do Ministerstwa Obrony o pozwolenie wykonywania prac na rzecz armii. Minister Szimon Peres wydał taką zgodę i pozwolił 23 aktywistom na pomaganie wojsku. Z czasem na miejsce przybywać zaczęli kolejni aktywiści, a obóz pracowników na rzecz armii zaczął przeradzać się w cywilne osiedle. Z czasem osadnicy wnieśli prośbę do Peresa o uznanie osiedla. Minister obrony zdobył dodatkowo poparcie Jigala Allona oraz Jisra’ela Galiliego, co przyczyniło się do uznania osiedla na szczeblu ministerialnym.

### Zwycięstwo Likudu w 1977 roku i izraelsko-egipski proces pokojowy
W wyborach parlamentarnych w 1977 roku pierwszy raz w historii kraju zwyciężyła partia prawicowa – Likud. Anat Rut podaje to wydarzenie jako jedną z trzech przyczyn, przez które Blok Wiernych zaczął tracić popularność. Begin stworzył religijno-prawicowy rząd, który traktował osadnictwo jako jeden z priorytetów. W nowym rządzie ministrem gospodarki został Ariel Szaron, który zaproponował własny plan rozwoju osadnictwa na Zachodnim Brzegu. Kiedy rządy w kraju sprawowała Partia Pracy osiedla powstawały, jednak rząd nie akceptował samowolnych działań ruchu. Kiedy do władzy doszły proosadnicze partie polityczne, to ruch społeczny nie miał takiej siły przebicia jak przedtem. Drugim powodem słabnięcia Gusz Emunim był rozwój samorządności osadniczej, która umożliwiała każdej społeczności artykulację własnych potrzeb. Ponadto nie wszystkie osiedla powstały z inicjatywy Bloku Wiernych, co przekładało się na inne priorytety. Trzecim czynnikiem było to, że Blok Wiernych był ruchem społecznym i ideologicznym. Pierwszym aktywistom zależało na zasiedlaniu ziemi. Kolejne pokolenia osadników wyrosłych już w osiedlach miały takie potrzeby jak: rozwój komunikacji, elektryfikacja osiedli, doprowadzenie wody, założenie placówek edukacyjnych. Władze osiedli, a nie Gusz Emunim, były łącznikiem pomiędzy osadnikami, a politykami w kwestiach socjalno-ekonomicznych.
W 1977 roku Jerozolimę odwiedził prezydent Egiptu Anawar Sadat i wezwał do rozpoczęcia procesu pokojowego. W pomysł ten zaangażował się premier Menachem Begin, dotychczas uważany przez Gusz Emunim za sojusznika osadników. W marcu 1978 roku odbyła się konferencja pokojowa w Camp David w Stanach Zjednoczonych. Rok później traktat pokojowy został podpisany przez oba państwa. Zakończył on konflikt izraelsko-egipski, ale także zobowiązał Izrael do zwrotu Egiptowi Synaju oraz ewakuację z niego wszystkich osiedli. Traktat pokojowy doprowadził do powstania Techijji, która sprzeciwiała się zwrotowi Synaju. Rabin Szelomo Awiner uznał, że zwrot półwyspu jest wynikiem choroby w izraelskim społeczeństwie, która sprawia, że Żydzi nie są w stanie docenić istoty Ziemi Izraela. Według Awinera było to spowodowane odejściem narodu od religii. Skrytykował Blok Wiernych za bezczynność oraz zbytnie skupienie się na tworzeniu kolejnych osiedli zamiast umacnianiu istniejących w świadomości społecznej. Wezwał także do oparcia aparatu państwowego na naukach Tory. Podobne stanowisko wyraził rabin Eli Sadan, który poparł wyłączne prawo Żydów do Ziemi Izraela oraz popierał ograniczanie praw Arabów mieszkających w Izraelu. Uznał jednak, że syjonizm dążył do pokojowego rozwiązania kwestii żydowskiej w Europie i w pokojowy sposób należy rozwiązać konflikt izraelsko-arabski. Przeciwną opinię wyrażał rabin Jisra’el Ari’el. Uważał, że obowiązek zasiedlania Ziemi Izraela obowiązuje wszystkich Żydów i nikt nie może ich zmusić do opuszczenia swoich domów.
W 1978 roku Gusz Emunim zaproponowało nowy plan osadniczy dla Zachodniego Brzegu. Miał on na celu zasiedlenie Judei i Samarii przez 750 000 osadników, w tym do 1981 roku miało ich przybyć już 100 000. Dodatkowo założono, że liczba mieszkańców Ari’el i Kirjat Arba miała wzrosnąć do 60 000 mieszkańców, a także miały powstać nowe osiedla: Dotan, Szilo, Esztemo’a i Szimron po 20 000 mieszkańców każde. Ponadto planowano stworzenie 20 miejscowości po 10 000 mieszkańców każda. W 1980 roku Gusz Emunim utworzyło 18 osiedli (m.in. Bet El, Teko’a, Ofra, Almon, Kefar Adummim, Szilo, Tapuach, Kedumim, Beracha, Szawe Szomeron, Jatir).

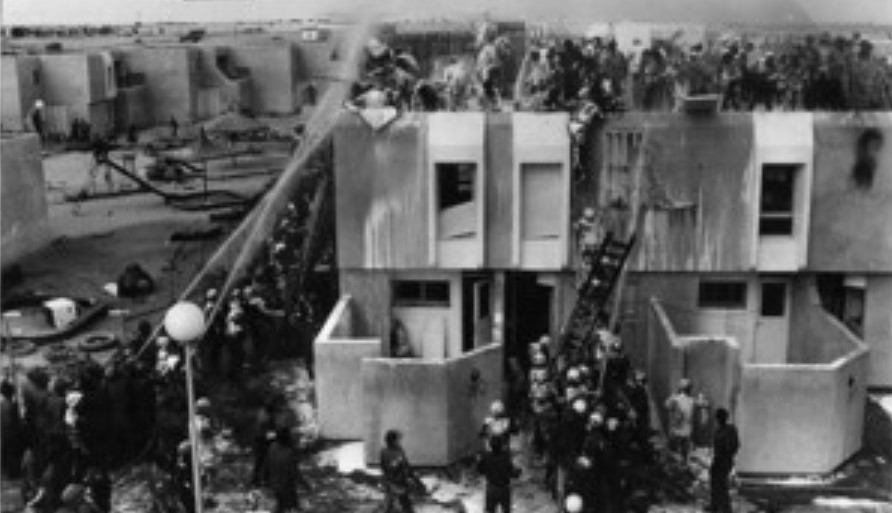
Ewakuacja osiedla Jamit (1982)

Zbliżające się wycofanie osiedli z Synaju było problemem dla Gusz Emunim. Z jednej strony ruch uznawał państwo za święte, z drugiej grzechem było zakazywanie Żydom osiedlania się na Ziemi Izraela. Na specjalnym spotkaniu działaczy w maju 1981 roku uznano, że Państwo Izraela powstało, aby przybliżyć Żydów do ich ojczyzny, a nie ulegać obcym naciskom na wycofanie się z niej. Wycofanie osiedli uznano za nielegalne. Kiedy w 1982 roku doszło do wycofania osiedli, przyjęto bierną formę oporu wobec armii, która miała ewakuować osiedla. Osadnicy barykadowali się w domach lub wspinali na dachy domów. Nie doszło jednak do agresywnych starć z wojskiem. Symbolem wycofania osiedli z Synaju stało się największe osiedle na Synaju – Jamit. Dla znanych działaczy ruchu, jak rabini Mosze Lewinger i Chanan Porat czy Pinchas Wallerstein, utrata Synaju stanowiła świadectwo rozbicia obozu religijnego syjonizmu. Wezwali oni do zjednoczenia się i działań na rzecz wpływania na opinię publiczną w Izraelu, aby ludzie zaakceptowali osiedla w innych miejscach.
Wielu członków i rabinów z Gusz Emunim poparło izraelską operację „Pokój dla Galilei” na południu Libanu. Uznali oni, że jest to obszar będący częścią Ziemi Izraela i należy go zasiedlić.

### Powstanie Rady Jesza
24 grudnia 1980 roku powstała osadnicza organizacja samorządowa dla osiedli na Zachodnim Brzegu i w Strefie Gazy. Do powstania organizacji przyczynił się egipsko-izraelski proces pokojowy, który doprowadził do wycofania osiedli żydowskich z Synaju i oddanie całego półwyspu Egiptowi. Osadnicy zauważyli słabnącą pozycję ruchu Gusz Emunim oraz brak sformalizowanej instytucji reprezentującej interesy polityczne i ekonomiczne osiedli. Chciano także stworzyć strukturę, która byłaby w stanie uchronić osiedla przed ewentualną ewakuacją w przyszłości. Rada zaczęła dodatkowo otrzymywać szerokie wsparcie finansowe i instytucjonalne ze strony rządu, co osłabiało pozycję Bloku Wiernych w oczach osadników.

### Pierwsza intifada
Sprinzak podaje, że wybuch pierwszej intifady był na początku przedstawiany przez członków Gusz Emunim jako coś, czego można było się spodziewać. Postulowali zdecydowaną odpowiedź sił bezpieczeństwa. Część z aktywistów postrzegała intifadę jako szansę na zjednoczenie całego społeczeństwa wokół sprawy bezpieczeństwa osiedli i osadników. Kiedy intifadę zaczęli popierać izraelscy Arabowie, to Blok Wiernych zaczął przekonywać, że Palestyńczycy stanowią takie samo zagrożenie dla osadników jak i dla obywateli Izraela, którzy nie mieszkają poza zieloną linią. Przywództwo Gusz Emunim wezwało osadników do powstrzymania się od agresji i kontynuowania swoich codziennych obowiązków i prac.
W maju 1988 roku miał miejsce incydent w Bajcie. Grupa osadników z Elon More z uzbrojoną obstawą podczas wycieczki po okolicznych wzgórzach zatrzymała się przy studni koło Bajty. Miejscowość znajdowała się wówczas pod wojskową izolacją. Mieszkańcy bali się, że osadnicy przybyli, aby zatruć źródła wody i udali się grupą w kierunku studni. Na miejscu izraelski ochroniarz otworzył ogień w kierunku Palestyńczyków, którzy rzucali kamieniami w osadników. Podczas zajścia pierwszy zginął Palestyńczyk Musa Salih, a w dalszych starciach Izraelka Tirca Porat. Incydent negatywnie wpłynął na postrzeganie osadników. Media przedstawiły ich jako osoby agresywne, które nie potrafią zapanować nad swoimi nastrojami, a za swoje niepowodzenia obwiniają wojsko i rząd. W pogrzebie Tircy uczestniczyli minister handlu Ariel Szaron, rabini Me’ir Kahane i Chajjim Drukamn. Ten ostatni w swojej przemowie stwierdził, że Bajta „powinna zostać starta z powierzchni ziemi”. Osadnicy zaczęli wywierać naciski na armię, aby ta ukarała mieszkańców Bajty za śmierć Tircy, mimo że śledztwo wykazało, iż zginęła ona w wyniku ostrzału prowadzonego przez izraelskich ochroniarzy. Ostatecznie wojsko wkroczyło do miejscowości i wysadziło 15 domów. W trakcie wysadzania ładunki wybuchowe uszkodziły kolejnych 15 domów w sąsiedztwie.
Sprinzak podaje, że działania Bloku Wiernych podczas intifady nie wpłynęły pozytywnie na poczucie bezpieczeństwa wśród osadników. Ruch uległ kolejnym podziałom i radykalizacji, co pogłębiło negatywny wizerunek Bloku Wiernych. Wśród osadników coraz większą popularność zaczęły zyskiwać Rada Jesza i Ruch Osadniczy Amana, które lepiej radziły sobie z zapewnianiem bezpieczeństwa osadnikom.

### Porozumienia z Oslo i palestyńsko-izraelski proces pokojowy
Zaangażowanie rządu Icchaka Rabina w proces pokojowy z Palestyńczykami przyczynił się do powstania trzech postaw w ramach religijnego syjonizmu. Pierwsza z nich, reprezentowana przez Szelomo Awinera, postrzegała porozumienia jako próbę wiary Żydów. W związku z tym, że osadnictwo było religijnym przykazaniem, to intensyfikacja i wzmacnianie osadnictwa żydowskiego miało przyczynić się do wzmocnienia wiary i przywiązania do judaizmu. Drugi obóz nawoływał do uznania narodowego konsensusu w sprawie pojednania izraelsko-palestyńskiego, nawet jeśli miałoby się to wiązać z oddaniem części obszarów zdobytych 1967 roku Palestyńczykom. Środowisko to uznało, że należy skupić się na tzw. blokach osiedli żydowskich na Zachodnim Brzegu. Trzecia frakcja twierdziła, że należy skupić się na działalności edukacyjnej z naciskiem na mistykę. Zwolennicy tego stanowiska opowiadali się za zamknięciem się w hermetycznych enklawach społecznych. Według tej części osadników Porozumienia z Oslo nie były wynikiem utraty wiary. Stanowiły katalizator dla ery mesjańskiej, która ma nadejść z „głębi desperacji”.
Lata 80. i 90. XX wieku stanowiły okres słabnięcia ruchu Gusz Emunim kosztem innych trendów jak zaangażowanie w politykę, pojawienie się feminizmu w syjonizmie religijnym czy narodziny No’ar ha-Gwa’ot.

### Wycofanie ze Strefy Gazy

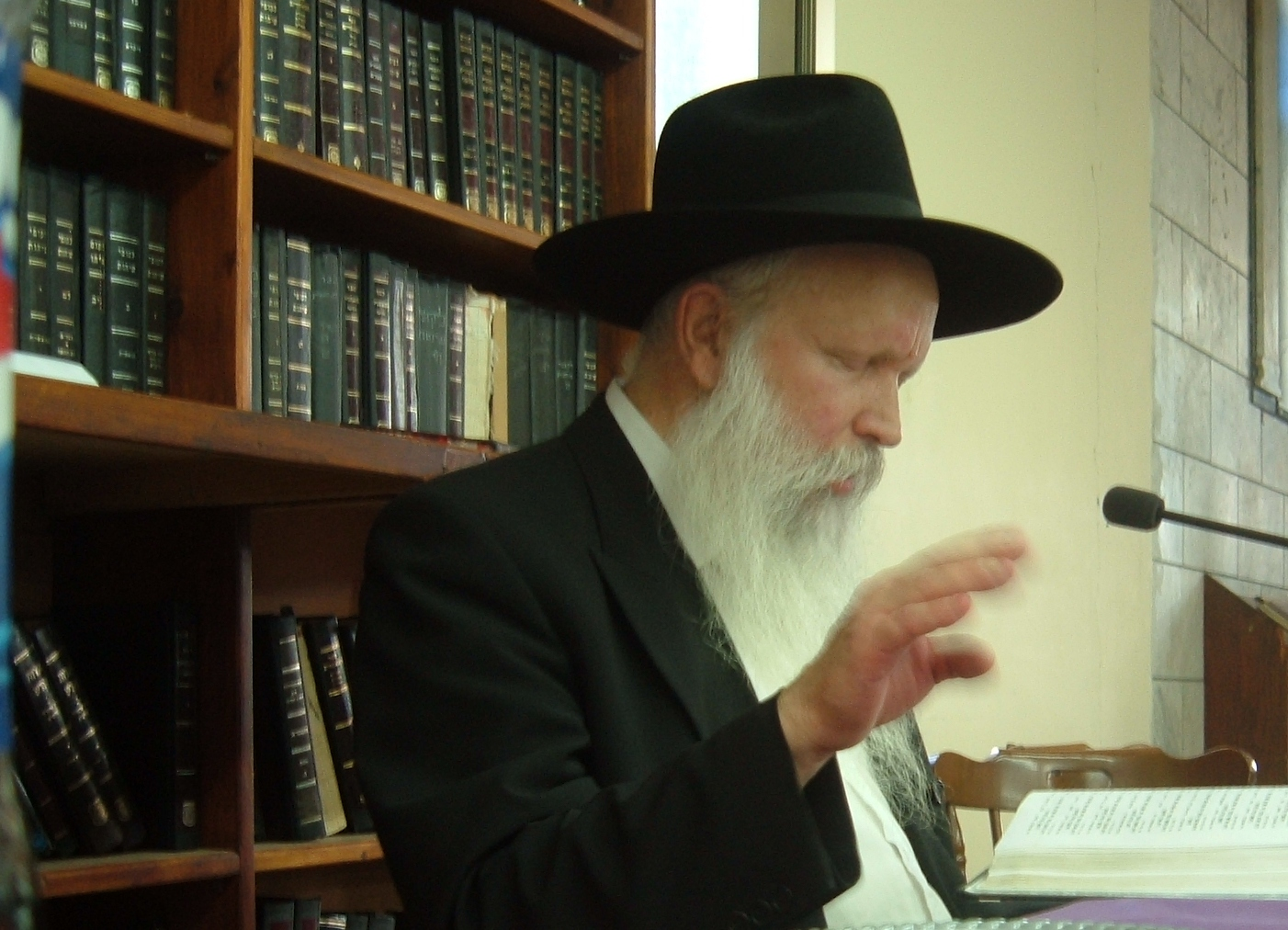
Rabin Icchak Ginzburg (2005)

Plan Szarona, aby wycofać żydowskich osadników ze Strefy Gazy, podzielił jeszcze bardziej środowisko religijnego syjonizmu. Rabini związani niegdyś z Gusz Emunim nie wiedzieli, czy zaakceptować decyzję z szacunku dla instytucji państwa, czy też stawić opór. W związku z tym narodziło się kilka postaw wobec wycofania i stosunku do państwa:
- odejście od popierania każdego rządu na rzecz postulatów potrzeby powołania teokracji. Zwolennicy tego podejścia próbowali przekonać narodowo-religijnych żołnierzy, aby nie wykonywali rozkazów ewakuacji osadników,
- walka z planem wycofania poprzez edukowanie społeczeństwa izraelskiego i odrzucenie przemocy. Członkowie tej frakcji uważali, że plan Szarona wynikał ze słabości duchowej Izraelczyków, którą należało odnowić i wzmocnić,
- uznanie wycofania za boski plan, z którym należy się zgodzić. Grupa ta (rabini Icchak Ginzburg i Szmu’el Tal) nawoływała do zwrotu ku większej ortodoksji religijnej i powrotu do nauk kabały. Frakcja ta głosi hasła ksenofobiczne, rasistowskie i nawołuje do zerwania współpracy z państwem[79].

## Teologia polityczna i metody działań

### Ziemia Izraela, osadnictwo, wojna i państwo
Cwi Jehuda Kuk nauczał w ruchu, że ustanowienie żydowskiej suwerenności nad Ziemią Izraela jest obowiązkiem wynikającym z Tory. Oznaczało to potrzebę istnienia armii, która zapewnia bezpieczeństwo, państwa, które stoi na straży porządku publicznego, oraz sądów strzegących sprawiedliwości. Ziemia Izraela jest przynależna wszystkim pokoleniom Żydów, a to sprawia, że nie można zrzec się kontroli nad Ziemią Izraela i sprawić, że Izrael stanie się „malutkim, mini-państwem o nazwie Erec Jisra’el”.
Rabin zaznaczał, że obowiązkiem Żyda jest poświęcić się w zasiedlaniu Ziemi Izraela, nawet jeśli miałoby to oznaczać śmierć. Ziemia Izraela jest nierozerwalnie połączona z narodem żydowskim. Wobec tego zabranianie zasiedlania Judei i Samarii było postrzegane przez Kuka i jego środowisko za grzech. Osadnictwo nie stanowiło kradzieży ziemi, ponieważ obietnica Boga jest wiecznie wiążąca, co sprawia, że wszystkie osiedla postrzegane były przez rabina za legalne. Rabin zaznaczał, że nie tylko Judea i Samaria muszą być zasiedlone, ale także inne części Izraela jak Galilea czy Dolina Jordanu. Tylko pamięć o każdej części Ziemi Izraela może przyczynić się do jej zasiedlenia.
Kuk nauczał swoich uczniów, że powiązanie narodu żydowskiego i Ziemi Izraela nie wynika tylko z tego, że jest to ich ojczyzna, ale przede wszystkim z tego, że jest to dar od Boga dla Żydów. Jest to miejsce, gdzie w najlepszy sposób można poznać Torę i jej nauki. Dzięki temu naród zbuduje podstawy pod państwo, armię i prawo. Na wygnaniu, w diasporze Żydzi utracili swoją tożsamość i skierowali się ku indywidualizmowi.
Kukiści uznawali, że tak jak każdy naród ma swoją ojczyznę, tak cała Ziemia Izraela przynależy Żydom. Jest to ziemia święta, ponieważ została przeznaczona narodowi wybranemu. Tylko w Izraelu naród żydowski może stworzyć stabilny rząd, może kultywować swoją tradycję i religię. Obecność Żydów w Izraelu stanowi realny i namacalny przejaw szechiny. Królestwo Izraela staje się dzięki temu tożsame z Państwem Izrael. Zgodnie z tymi naukami osadnictwo stanowiło realizację boskich nakazów zapisanych w Torze. Jej fundamentem jest zasiedlenie całej Ziemi Izraela przez Żydów. Według Kuka wojna była początkiem odkupienia. Rabin uznawał, że Izrael toczy uzasadnioną wojnę o ocalenie Ziemi Izraela przed wrogiem. Cała Ziemia Izraela powinna zostać wyzwolona i znaleźć się we władaniu narodu żydowskiego.

### Palestyńczycy i konflikt izraelsko-arabski
Według Gusz Emunim nie istniał tzw. problem palestyński, który postrzegano jako kolejne narzędzie walki państw arabskich z Izraelem. W swojej walce z Izraelem Arabowie sprzymierzeni byli z izraelską lewicą.
Członkowie Bloku Wiernych uważali, że Arabowie nie mieli żadnych praw do Ziemi Izraela jako naród. Jeżeli obszar ten był zamieszkiwany przez jednostki, to musiały się one podporządkować prawu Państwa Izrael. Arabowie nie mieli prawa do samostanowienia na ziemiach przynależnych Żydom. Dlatego w 1974 roku w manifeście Gusz Emunim zapisano, że Arabom powinny przysługiwać takie same prawa i obowiązki, jak innym mniejszościom w Izraelu. Ich ograniczanie akceptowano w sytuacjach, kiedy wymagało tego bezpieczeństwo państwa. Jednak w przypadku osób, które ze względów „nacjonalistycznych” nie chciałyby respektować izraelskiego prawa, to należałoby je zachęcić do emigracji.
W ramach Gusz Emunim istniało wiele frakcji, które wysuwały różne postulaty. Najbardziej liberalna i popierana przez większość aktywistów propozycja głosiła, że izraelscy Arabowie musieliby wybrać jedną z następujących opcji:
- pełną akceptację idei syjonistycznej i nabycie izraelskich praw obywatelskich,
- brak akceptacji syjonizmu, ale uczciwe przestrzeganie prawa izraelskiego z nabyciem praw rezydenta (bez prawa głosu w wyborach),
- emigrację do państw arabskich przy wsparciu finansowym Państwa Izrael.

Bardziej radykalne frakcje głosiły, że stosunek ludności arabskiej do Izraela jest wyłącznie wrogi. Środowiska te uważały, że nie ma miejsca na izraelsko-arabski pokój i porozumienie, a Arabowie mieli być współczesnym wcieleniem Amalekitów. Podejście to wiązało się z potrzebą ciągłej walki, a nawet eksterminacji ludności arabskiej.

### Agresja i obywatelskie nieposłuszeństwo
Sprinzak podaje, że po śmierci Cwiego Jehudy Kuka pozostali rabini Bloku Wiernych coraz częściej zaczęli akceptować agresję. Przemoc zaczęła być akceptowana nawet przeciwko państwu, ale w momencie, kiedy instytucje rządowe działały na niekorzyść Ziemi Izraela i żydowskiej tożsamości państwa. Pierwsze przejawy takich poglądów miały miejsce po zaangażowaniu się Begina w proces pokojowy z Egiptem. Blok Wiernych uznał to za zdradę ideologii „Wielkiego Izraela” oraz jedności państwa. Stanowiło to uzasadnienie dla zradykalizowania postawy i stawiania oporu władzy podczas ewakuacji osiedli na Synaju . MacGillivray zauważa, że członkowie Gusz Emunim od lat 80. XX wieku zaangażowani byli w akty przemocy przeciwko ludności arabskiej. Wynikało to z przeświadczenia panującego w ruchu, iż prawo może być łamane w przypadku, kiedy chce się zrealizować cele wyższe. W 1984 roku 29 członków ruchu zostało zatrzymanych pod zarzutem podkładania bomb pod arabskimi autobusami. Aktywiści ruchu planowali zamachy na burmistrzów Nablusu, Ramallah i Al-Biry oraz wysadzenie Kopuły na Skale .
Jednym z głównych metod działania Bloku Wiernych były protesty przeciwko każdej decyzji rządu, lewicowego lub prawicowego, związanej z likwidacją osiedla, procesem pokojowym lub oddania części terytorium zajętego w wyniku wojny sześciodniowej. Akcje protestacyjne i opór wobec służb porządkowych łączono z politycznym lobbingiem.

### Lobbing
Gusz Emunim nigdy nie był i nie przekształcił się w partię polityczną, pozostał oddolnym ruchem społecznym. Mimo to Blok Wiernych zabiegał o poparcie i wpływy w środowiskach politycznych. Po wojnie sześciodniowej w ramach Narodowej Partii Religijnej (Mafdal) pojawiło się stronnictwo nazwane Młodą Strażą. Składała się ona przede wszystkim z młodych, którzy chcieli zapewnić zajęcie narodowo-religijnej młodzieży, która była demobilizowana po wojnie. Członkiem tej grupy byli Chanan Porat, Chajjim Drukman czy Zewulun Hammer. Środowisko to krytykowało zbytnią współpracę Mafdalu z lewicowymi rządami. Młoda Straż wymusiła na dotychczasowym kierownictwie partii, aby Mafdal opowiadał się za zatrzymaniem okupowanych terytoriów w granicach Izraela. Frakcja była otwarta na współpracę ze świeckimi środowiskami w działaniach na rzecz osadnictwa. Z czasem środowisko to podzieliło się. Część z działaczy przystąpiła do Gusz Emunim (np. Eli’ezer Waldman, Porat, Drukman), pozostali (np. Hammer czy Jehuda Ben-Me’ir) pozostali w Narodowej Partii Religijnej i lobbowali na rzecz osadnictwa.
Członkowie Gusz Emunim wspierali działania lub byli członkami Likudu, Techijji, Cometu oraz Unii Narodowej.
Zwolennicy Bloku Wiernych rekrutowali się głównie z jesziwy Merkaz ha-Raw w Jerozolimie. Ruch miał też szerokie wpływy w młodzieżowej, religijnej i syjonistycznej organizacji Bene Akiwa. Umożliwiało to indoktrynację młodych syjonistów i tworzenie zaplecza dla przyszłych aktywistów Gusz Emunim. Dawało to ruchowi dostęp do zaplecza technicznego, infrastrukturalnego oraz transportowego. Blok Wiernych posiadał także wpływy w jesziwach oraz jesziwach hesder . Kiedy Likud doszedł do władzy w 1977 roku, to Ministerstwo Edukacji powierzono Zewulonowi Hammerowi z Narodowej Partii Religijnej. Doprowadził on do rozwoju placówek edukacyjnych na Zachodnim Brzegu. Blok Wiernych lokował także studentów z jesziwy Merkaz ha-Raw w różnych instytucjach edukacyjnych, czy organizacjach dla nauczycieli.
Członkowie Gusz Emunim zatrudniali się w ramach służby cywilnej w instytucjach samorządu lokalnego lub ministerstwach, które powiązane były z osadnictwem lub mogły zapewnić rozwój osiedli (np. Ministerstwo Transportu, Ministerstwo Budownictwa i Mieszkalnictwa, Ministerstwo Infrastruktury). Aktywiści Bloku Wiernych działali na rzecz budowy lub rozwoju placówek pożytku publicznego w osiedlach (np. przedszkoli, szkół).
W ramach Gusz Emunim powstał Ruch Osadniczy Amana, który zajmował się budową domów w osiedlach w ramach przetargów oraz rozwojem istniejących już osiedli. Dzięki temu Blok Wiernych nawiązał współpracę ze Światową Organizacją Syjonistyczną oraz Ministerstwem Rolnictwa, które przekazywały Amanie fundusze na działalność. Powiązania oraz otrzymywane środki finansowe sprawiły, że w latach 80. XX wieku to Amana i osadnicza organizacja samorządowa – Rada Jesza – zdominowały działalność osadniczą, co osłabiło popularność Gusz Emunim.